# Richard Larsson
Pour les articles homonymes, voir Larsson.
Richard Larsson, né le 13 mars 1973, est un joueur de squash représentant la Norvège. Il est champion de Norvège à quatre reprises entre 1987 et 2003. 

## Palmarès

### Titres
- Championnats de Norvège: 4 titres (1998, 2001, 2002, 2003)

### Finales
- Championnats de Norvège: 3 finales (1997, 1999, 2000)